# Hiện đại hóa thứ năm
"Hiện đại hóa thứ năm" là một bài tiểu luận của nhà hoạt động nhân quyền Ngụy Kinh Sinh, ban đầu được bắt đầu bằng một tấm áp phích treo tường có chữ ký đặt trên Bức tường Dân chủ ở Bắc Kinh vào ngày 5 tháng 12 năm 1978.

## Tóm lược
Áp phích kêu gọi Đảng Cộng sản Trung Quốc bổ sung dân chủ vào danh sách Bốn hiện đại hóa, vốn đã bao gồm công nghiệp, nông nghiệp, khoa học công nghệ và quốc phòng.  Nó tuyên bố một cách công khai rằng dân chủ là một quá trình hiện đại hóa bổ sung cần được theo đuổi nếu Trung Quốc thực sự muốn hiện đại hóa chính mình.